# Schlösschen Antons

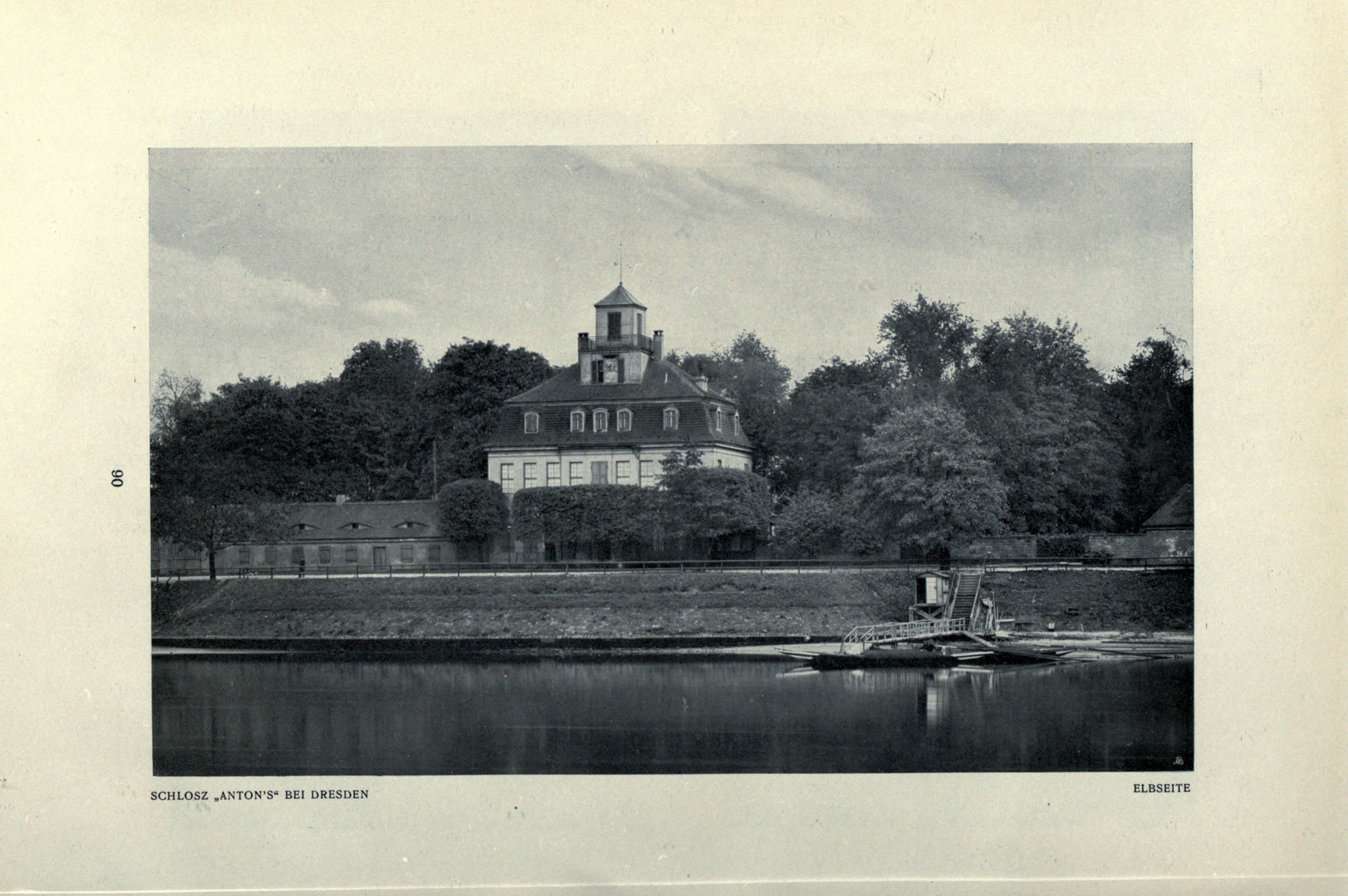
Schlösschen Antons (Foto von vor 1904)

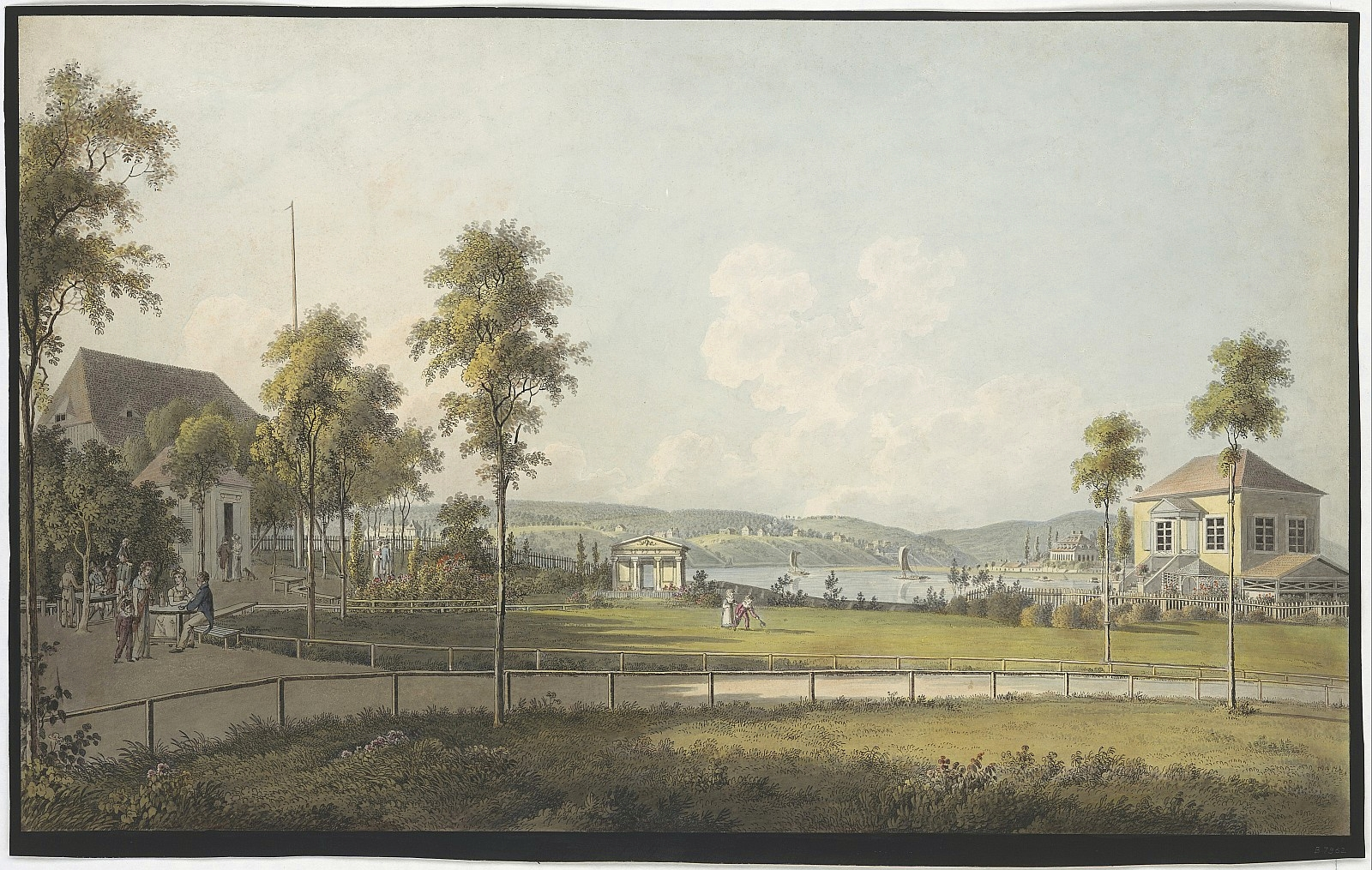
Blick vom Linckeschen Bad über die Elbe zum Schlösschen Antons um 1825 (noch ohne Uhrentürmchen), Radierung von Johann Friedrich Wizani

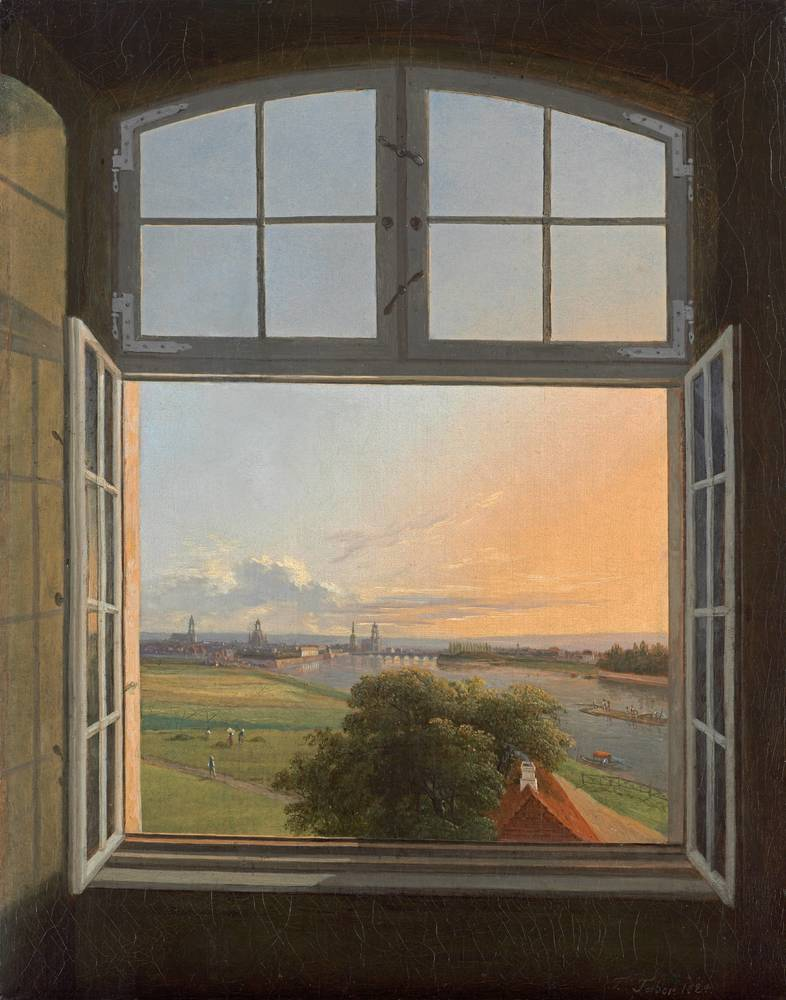
Blick auf Dresden (vom Schlösschen Antons), Maler Karl Gottfried Traugott Faber (1824)

Das Schlösschen Antons (auch „Antons Garten“) war ein Anwesen in der Dresdner Johannstadt gegenüber dem Waldschlößchen.

## Geschichte
Der Steuerrat und Oberinspektor der erzgebirgischen Elsterflößerei Christian Gottlob Anton ließ sich 1754 auf dem Gelände einer einstigen Kalkbrennerei einen schlossartigen Alterssitz nach Plänen des Architekten Simon Gottlieb Zug bauen. Da dieses Bauwerk mit seinen zum Teil mit Stuck und Täfelungen verzierten Räumlichkeiten erhebliche Kosten verursachte, beantragte Anton das Schankrecht und richtete einen gastronomischen Betrieb mit Übernachtungsmöglichkeiten ein. Die Badeanstalt, die er ebenfalls geplant hatte, wurde aus Gründen der Sittlichkeit und wegen einer möglichen Gefährdung des Schiffsverkehrs nicht genehmigt.

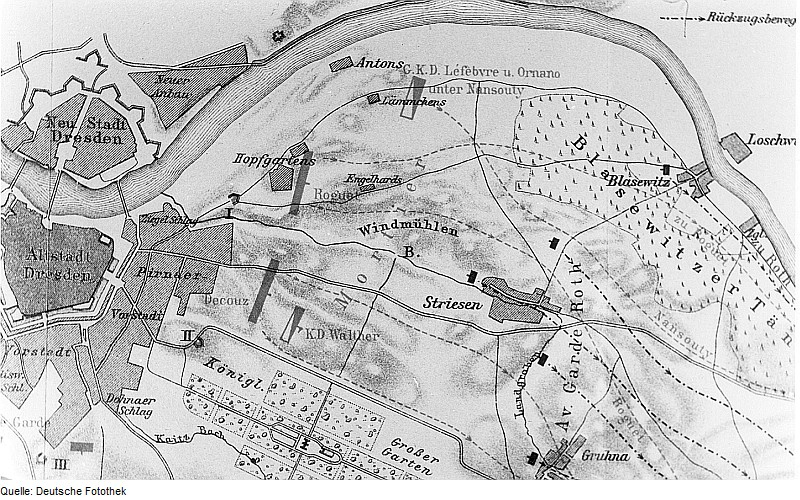
Der Plan zur Schlacht um Dresden zeigt die Lage des Schlösschens

Im Jahr 1801 ging das Grundstück in den Besitz des Geheimen Kriegsrates von Broizem über. Neben dem angestammten Namen „Antons“ wurde es nun auch als Lerchenfeld bezeichnet. Napoleonische Soldaten besetzten im Jahr 1813 das Vorwerk und Kämpfe mit russischen Truppen fanden in unmittelbarer Nähe statt. Nach diesen Ereignissen ging das Schlösschen 1814 in die Hände eines Herrn von Limburger über, der es 1828 umbauen ließ und 1832 an die Bankiersfamilie Kaskel verkaufte. Die Gartenanlage wurde nun nach englischem Muster umgestaltet und das Gebäude erhielt ein Uhrtürmchen.
Im Jahr 1898 kaufte die Stadt Dresden nach diversen Besitzerwechseln das „Antons“, das sich zu einem beliebten Ausflugslokal entwickelt hatte und von E. T. A. Hoffmann in seinem Werk Der goldne Topf literarisch gewürdigt worden war. Die Kosten betrugen 300.000 Mark. Obwohl zunächst an einen Abriss des Bauwerks gedacht worden war, wurde das Etablissement noch weiter betrieben und 1922 um ein Schwimmbad erweitert, wie es schon der ursprüngliche Besitzer vorgesehen hatte. Durch einen Tunnel gelangte man von den Umkleidekabinen, die im Park standen, an das Ufer der Elbe. Das „Antons“ entwickelte sich zu einem der beliebtesten Freibäder der Stadt. Bis zu 60.000 Besucher im Jahr wurden gezählt, und der Oberbademeister aller städtischen Bäder Dresdens hatte hier seinen Dienstsitz. Allerdings wurde der Badebetrieb schon in den 1930er-Jahren aus Hygienegründen eingeschränkt.
Das Schlösschen Antons wurde im Zweiten Weltkrieg durch Bomben zerstört. In der Nachkriegszeit wurden die letzten Überreste abgetragen. Das Gelände wurde zunächst als Kleingartenanlage genutzt, die „Elbfrieden II“ genannt wurde. Sie sollte in den 1970er-Jahren durch einen internationalen Campingplatz abgelöst werden. Allerdings konnten diese Pläne nie in die Tat umgesetzt werden, weil das Gebiet immer wieder von Hochwasser betroffen war. Nach dem Elbhochwasser 2002 gab man die Nutzungspläne endgültig auf. An das Schlösschen Antons und seine Parkanlagen erinnern noch einige alte Bäume.